# Asier ETA biok

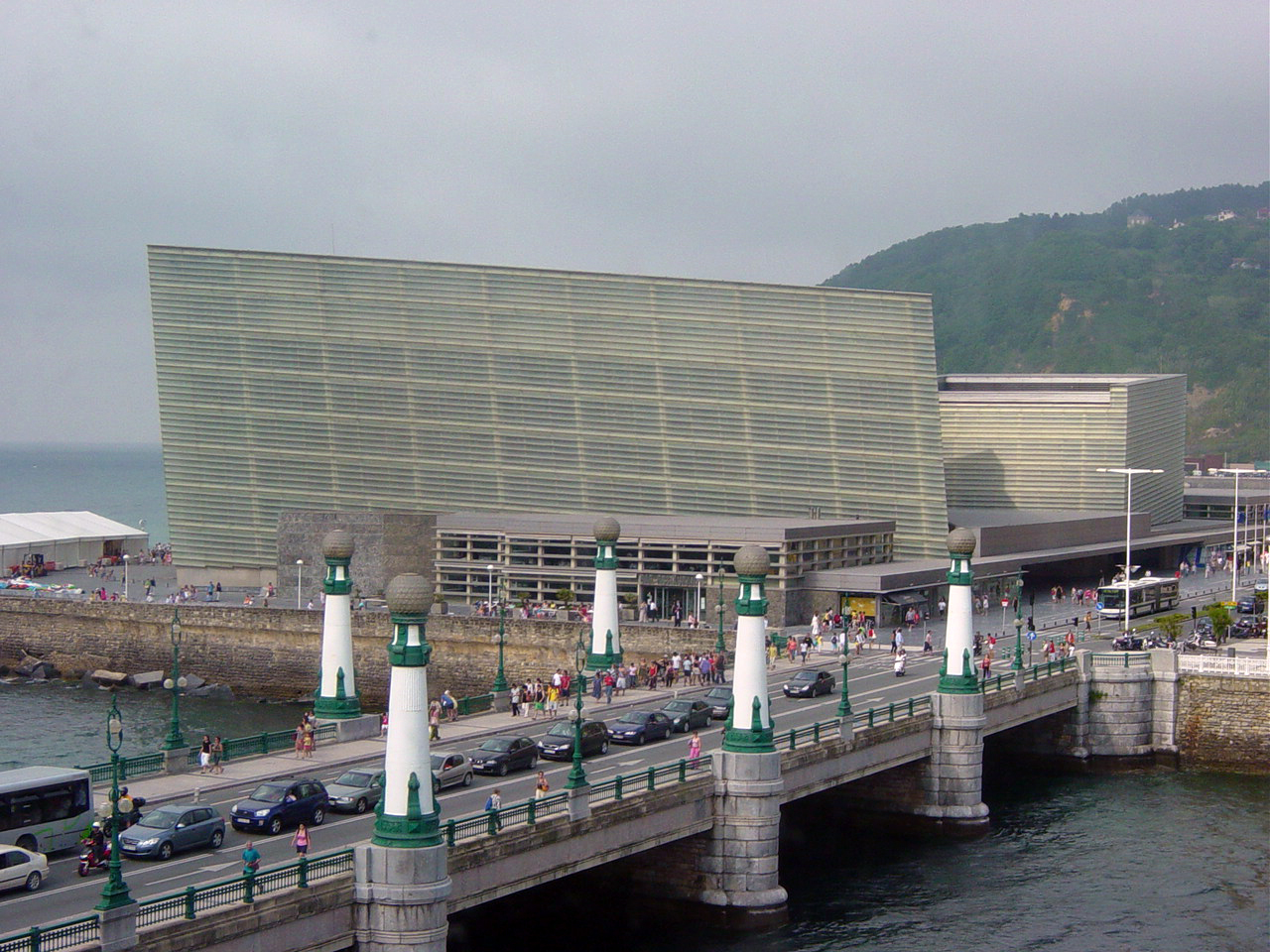
Palacio Kursaal, sede principal del Festival de Cine de San Sebastián.

Asier ETA biok (en español, Asier y yo), es un documental hispano-ecuatoriano que trata sobre la amistad entre el director de la película Aitor Merino con el miembro de la organización terrorista ETA Asier Aranguren. La película fue ganadora del premio Irizar al Cine Vasco en el Festival Internacional de Cine de San Sebastián de 2013.
El título de la película en euskera Asier ETA biok involucra un juego de palabras, pues la palabra “eta” no solamente es el acrónimo de esa organización sino que además equivale, en ese idioma, a la partícula copulativa “y” en español.

## Sinopsis
Asier y Aitor son dos jóvenes que se conocieron en la ikastola y crecieron juntos en el País Vasco de los años 80. Al cabo de unos años, Aitor se fue a Madrid a cumplir su sueño de ser actor mientras que Asier, tras la marcha de su amigo, ingresa en la banda terrorista ETA. La película, que trata sobre ciertos juicios de valor, intenta explicar cómo una persona puede ser amigo de un etarra sin compartir las afinidades de la banda armada y cómo afrontar esta situación ante terceras personas.

## Dirección y protagonistas
El codirector Aitor Merino ha trabajado en numerosas películas y con varios artistas como Montxo Armendáriz, Vicente Aranda o Pilar Miró. Su primera película es el corto El pan nuestro, que fue nominado para los Premios Goya en 2008. Su hermana y codirectora Amaia Merino es guionista y editora de documentales en Ecuador, habiendo trabajado en más de diez largometrajes.
El protagonista, Asier Aranguren, es un exmiembro de ETA que estuvo en prisión durante ocho años y que, tras su salida de la cárcel, pasó a incorporarse al grupo de la izquierda abertzale de interlocutores del colectivo de presos de ETA, junto a Arantza Zulueta, entre otros, para encontrar una solución al conflicto vasco. Aitor, amigo de la infancia de Asier, le propuso crear una película biográfica basada en su amistad pese a las actividades terroristas de este.

## Reparto
Además de sus dos protagonistas principales, en la película también aparecen Juan Diego Botto, Pilar Castro y Guillermo Toledo, amigos del director que exponen su punto de vista como personas ajenas al conflicto.

## Comentarios
El crítico Jordi Batlle Caminal opinó en La Vanguardia que el filme era:

Un documental ágil, fresco, libre en sus formas, idóneo para el debate y en ningún momento dogmático. La secuencia doméstica de la cena de fin de año es potente en observación psicológica.

Jordi Costa escribió en El País:

El documental alcanza un poderoso valor testimonial en los momentos en que se centra en la figura del padre de Asier, daño colateral del cierre del diario Egin —la clausura por la fuerza de un medio de comunicación en una democracia, en definitiva— y víctima de la tóxica ampliación del campo semántico de ETA. Son escenas y testimonios que en ningún momento justifican la violencia, pero permiten acercarse y entender la mirada del otro lado.

Àlex Montoya opinó en Fotogramas:

La íntima amistad que el actor Aitor Merino (y su hermana Amaia, codirectora y montadora del largometraje) mantiene, contra viento y marea, con el etarra Aranguren es un motor para plantear cuestiones de gran calado, con respuestas, cuando las hay, bien incómodas [...] aunando inteligencia y economía de medios, el suyo es un tono ligero, casi didáctico [...] Conviene acercarse a 'Asier ETA biok' limpio de prejuicios, porque, más allá de una honesta mirada al conflicto vasco, estamos ante una sincera aproximación a los, mucho más insondables e inexplicables, conflictos del corazón.

Isaac Rosa dijo en El Diario:

Un documental valiente, inteligente y emocionante, que además llega con años de adelanto. Valiente, porque hay que serlo para hablar sobre ETA saliéndose del marco habitual. Inteligente, porque los Merino saben evitar todas las trampas que se abrían a su paso, y salen ilesos. Emocionante, porque es una hermosa historia de amistad y está rodada con una humanidad que se ve pocas veces en cines [...] la película propone con habilidad (con humor y aparente inocencia, de ahí su eficacia): que el terrorismo no tiene justificación pero sí tiene razones. Frente a la caricatura del etarra descerebrado, animalizado y delincuente común que nos ha contado la propaganda, descubrimos las razones del miembro de ETA, el porqué de su militancia, de sus años de cárcel, de su aceptación del sufrimiento causado. Razones políticas, que tal vez no compartamos pero que están ahí.